# ПОМ-3
ПОМ-3 «Медальйон» (рос. противопехотная осколочна мина «Медальон») — російська протипіхотна міна. Створена спеціалістами концерну «Техмаш», вперше була представлена на форумі «Армия-2019» у Росії.
Відповідно до Оттавської конвенції використання подібних боєприпасів заборонене.

## Загальні відомості
Зовні міна «Медальйон» має вигляд металевого циліндра діаметром 6-7 см і висотою близько 20 см. Система мінування - касета КПОМ-3 дистанційного встановлення. Наприклад, установками «Земледелие».
ПОМ-3 має сейсмічний датчик цілі, який спрацьовує лише на вагу середньостатистичної людини й амплітуду її кроків. Блок електроніки приймає сигнали вібрації ґрунту під міною і порівнює їх із наявними в пам'яті. Якщо вібрації схожі на викликані кроками людини, а також мають достатню амплітуду, що свідчить про наближення цілі, дається команда на спрацьовування бойової частини та відбувається підрив вибиваючого заряду, після цього бойова частина міни «вистрибує» на висоту близько 1-1,5 м та відбувається підрив основного заряду. У бойовій частині ПОМ-3 використовуються напівготові уламки. Основний заряд вибухової речовини і детонатор встановлюються всередині конструкції, зібраної з великої кількості спеціальних кілець, які за формою нагадують зубчасті колеса.
Міна має 5 фіксованих часових періодів самоліквідації. Також є можливість саперу дистанційно керувати роботою підривачів. Тобто, не контактуючи з мінами, можна не лише встановити основні параметри дії боєприпасу, але і деактивувати міни. Це дає можливість їх зібрати та встановити на новому місці.

## Тактико-технічні характеристики
Протипіхотні осколкові міни ПОМ-3 мають такі характеристики:
- Висота: 200 мм
- Діаметр: 60–70 мм
- Маса: 1.3 кг
- Уламки: ~1850 напівготових уламків
- Ефективний радіус ураження: 8…20 м (залежно від наявності засобів індивідуального захисту)
- Гарантійний термін зберігання: 11 років
- Кількість мін ПОМ-3 в касеті КБ ПОМ-3: 4 одиниці

## Бойове застосування

### Російсько-українська війна
30 березня 2022 р. стало відомо, що російські війська під час вторгнення в Україну застосовують міни ПОМ-3 при мінуваннях територій. У Харківській області були помічені і протипіхотні міни ПОМ-3, і установки дистанційного мінування "Земледелие", здатні встановлювати зокрема, і ці міни.